# Andy Kim (homme politique)
Pour les articles homonymes, voir Andy Kim et Kim.
Andrew Kim dit Andy Kim, né le 12 juillet 1982 à Boston, est un homme politique américain. Membre du Parti démocrate, il est élu à la Chambre des représentants en 2018, puis au Sénat en 2024.

## Biographie

### Études et carrière professionnelle
Andy Kim est le fils d'immigrés sud-coréens, son père est docteur en génétique et sa mère est infirmière. Il grandit à Marlton et Cherry Hill dans le New Jersey. Kim étudie au Deep Springs College (en) en Californie (2000-2002) avant d'intégrer l'université de Chicago, d'où il sort diplômé en 2004. 
Kim travaille d'abord comme spécialiste des conflits auprès de l'Agence des États-Unis pour le développement international sous George W. Bush. Il rejoint ensuite le département d'État où il conseille les généraux Petraeus et Allen en Afghanistan,. Titulaire d'une bourse Rhodes, il obtient en 2010 un doctorat en relations internationales de l'université d'Oxford, où il étudie la politique américaine en Irak. De 2013 à 2015, il siège au sein du Conseil de sécurité nationale sous Barack Obama, en tant que directeur pour l'Irak. Il revient ensuite dans le New Jersey.

### Représentant
Lors des élections de 2018, il se présente à la Chambre des représentants dans le 3e district du New Jersey face au républicain sortant Tom MacArthur. La circonscription inclut une partie des comtés de de Burlington et d'Ocean. Elle a voté pour Donald Trump en 2016 après avoir voté deux fois pour Obama,. Bien que MacArthur cultive une image de modéré, il est critiqué pour avoir négocié avec la droite du Parti républicain (le Freedom Caucus) l'abrogation de l'Obamacare et pour son vote en faveur de la réforme fiscale républicaine, qui limite la déduction des taxes locales (il est le seul élu du New Jersey à soutenir le texte). Kim met alors le thème de la santé au cœur de sa campagne. L'élection devient l'une des plus serrées du pays.
Le lendemain de l'élection, Kim se déclare vainqueur après le dépouillement de bulletins envoyés par courrier. Le 14 novembre, MacArthur reconnaît finalement sa défaite. Kim rassemble près de 50 % des suffrages tandis que son adversaire républicain n'atteint pas les 49 %. Il remporte le comté de Burlington tandis que MacArthur remporte celui d'Ocean. Kim est le premier Asio-Américain élu du New Jersey à la Chambre des représentants. Sa victoire s'inscrit dans un contexte de vague démocrate dans le New Jersey, dont la délégation à la Chambre passe de cinq républicains et sept démocrates à un seul républicain pour onze démocrates.

### Candidature au Sénat
En mars 2024, Kim pose sa candidature au poste de sénateur en jeu lors de l'élection sénatoriale de 2024. Il remporte la primaire démocrate en juin. Lors de l'élection de novembre, il affronte le républicain Curtis Bashaw et le sénateur sortant, Bob Menendez, qui candidate comme indépendant après sa condamnation pour corruption avant de se retirer. Le 5 novembre 2024, Andy Kim remporte l'élection et devient le premier sénateur Coréo-Américain.
En décembre 2024, George Helmy, nommé en août pour terminer le mandat de Menendez, démissionne pour permettre à Kim de prendre ses fonctions avec quelques semaines d'avance. Le gouverneur du New Jersey Phil Murphy nomme alors Kim pour terminer le mandat, lui permettant de devenir sénateur dès le 8 décembre.